# Ricky Moore
Ricky Salavas Moore (* 10. April 1976) ist ein ehemaliger US-amerikanischer Basketballspieler.

## Laufbahn
Der 1,83 Meter große Aufbauspieler aus Augusta (US-Bundesstaat Georgia) gehörte von 1995 bis 1999 zur Hochschulmannschaft der University of Connecticut. Er studierte dort Sozial- und Politikgeschichte. In der Saison 1996/97 führte er die Mannschaft als bester Passgeber (5,4 Vorlagen/Spiel) an, auch seine 1,7 Ballgewinne je Begegnung waren in diesem Spieljahr Mannschaftshöchstwert. In der Saison 1998/99 gewann er mit Connecticut unter Trainer Jim Calhoun den NCAA-Meistertitel, zu seinen Mannschaftskameraden gehörten Spieler wie Richard Hamilton, Khalid El-Amin und Souleymane Wane. Er war insbesondere durch seine Verteidigungsarbeit am Titelgewinn beteiligt, von der Zeitschrift Basketball News wurde er in der Saison 1998/99 als bester Verteidiger der NCAA ausgezeichnet. Insgesamt wurde Moore in den vier Jahren in 134 Spielen eingesetzt und kam auf 6,9 Punkte sowie 3,8 Vorlagen je Partie.
Der Sprung in die NBA gelang Moore nicht, er begann seine Laufbahn als Berufsbasketballspieler in einer anderen US-Liga, der Continental Basketball Association (CBA), und spielte dort in der Saison 1999/2000 für die Mannschaft Connecticut Pride. Im Vorfeld der Saison 2000/01 nahm er ein Auslandsangebot an und wechselte zur DJK Würzburg in die deutsche Basketball-Bundesliga. In Würzburg spielte Moore unter dem kanadischen Trainer Gordon Herbert. Moore erreichte mit Würzburg in der Bundesliga-Saison 2000/01 das Viertelfinale und überzeugte mit Mittelwerten von 17 Punkten, 3,8 Vorlagen, 3,6 Rebounds sowie 2 Ballgewinnen je Begegnung.
Im Spieljahr 2001/02 war er erneut in seinem Heimatland beschäftigt, spielte in der NBA Development League für die Mannschaft Roanoke Dazzle und in der CBA für Sioux Falls Skyforce. Von Februar bis April 2003 bestritt er acht Ligaspiele für Beşiktaş Istanbul in der Türkei. In Teilen der Saison 2003/04 verstärkte er wieder Sioux Falls Skyforce in der US-amerikanischen Liga CBA, ging dann nach Österreich und erreichte mit WBC Wels im Frühjahr 2004 das Halbfinale der Bundesliga.
In der Saison 2005/06 stand der US-Amerikaner beim BK Chimik Juschni in der Ukraine unter Vertrag, im Januar 2007 wechselte er zu Södertälje BBK nach Schweden. In der Sommerpause 2008 kehrte Moore nach Wels zurück und spielte dort bis 2010. In der Saison 2008/09 wurde er mit Wels österreichischer Meister und als bester Spieler der Endspielserie ausgezeichnet.
Zwischen 2010 und 2012 arbeitete Moore als Assistenztrainer am Dartmouth College in seinem Heimatland, im Oktober 2012 wechselte er in den Stab der University of Connecticut, war dort erst ein Jahr Managerassistent und dann Co-Trainer. Als Cheftrainer Kevin Ollie 2018 entlassen wurde, musste auch Moore gehen. Im Sommer 2021 trat Moore das Traineramt an der Northwest Carrabus High School in North Carolina an.